# 长萼泡囊草
长萼泡囊草（学名：Physochlaina macrocalyx）为茄科泡囊草属下的一个种。

## 扩展阅读
- 維基物種上的相關：长萼泡囊草